# Johannes Clauberg
Johannes Clauberg o Johann Clauberg (Solingen, 24 de febrero de 1622 - Duisburgo, 31 de enero de 1665) fue un filósofo alemán nacido en Westfalia.

## Biografía
Después de viajar por Francia e Inglaterra, estudió la filosofía cartesiana bajo la guía de John Racy en Leiden. Se convirtió en 1649 en profesor de filosofía y teología en Herborn, pero en 1651, a causa de la envidia de sus compañeros, aceptó la invitación para un puesto similar en Duisburgo, donde murió el 31 de enero de 1665.

## Filosofía
Clauberg fue uno de los primeros profesores de las nuevas doctrinas en Alemania y un comentarista preciso y metódico de los trabajos de su maestro. Su teoría de la conexión entre el alma y el cuerpo es en algunos aspectos análogos a la de Nicolas Malebranche; pero no por ello es considerado un precursor del Ocasionalismo ya que él usa la Ocasión por el estímulo que produce directamente, un fenómeno mental, sin postular la intervención de dios. Su punto de vista sobre la relación de dios con sus criaturas se dice que presagia el panteísmo de Spinoza. Todas las criaturas existen solo por la continua energía creativa del ser divino, y no son más independientes de su voluntad de lo que nosotros lo somos de nuestros pensamientos. O menos aún, dado algunos pensamientos los tenemos queramos o no. Para la metafísica Clauberg sugirió los nombres de ontosofía u ontología, siendo el último adoptado posteriormente por Wolff. Clauberg también dedicó una atención considerable a las lenguas alemanas, y su investigación en esa dirección atrajo la atención favorable de Leibnitz.

## Obras
Sus obras más importantes son:
- De conjunctione animae et corporis humani.
- Exercitationes centum de cognitione Dei nostri.
- Logica vetus et nova.
- Initiatio philosophi, seu Dubitatio Cartesiana.
- Un comentario sobre el Meditations de Descartes.
- Ars etymologica Teutonum. Una edición recopilatoria de sus trabajos filosóficos fue publicado en Ámsterdam (1691) por H. C. Hennin.